# Catedral de Santa María (Kampala)
La Catedral de Santa María o bien la Catedral de Rubaga ( en inglés: Saint Mary's Cathedral Rubaga o Rubaga Cathedral)es la catedral principal de la arquidiócesis de Kampala, la más antigua diócesis católica en Uganda. Es la iglesia sede del arzobispo de Kampala. La catedral se encuentra en Lubaga Hill, en la División Lubaga, en la parte occidental de la ciudad de Kampala, capital de Uganda y la ciudad más grande en ese país de África oriental. Lubaga se encuentra a unos 3 kilómetros (1,9 millas), por carretera, al oeste del distrito central de negocios de Kampala. Su construcción comenzó en 1914 y fue concluida en 1925 año en que también fue consagrada a la Virgen María.